# Kuwszynowo
Kuwszynowo (ros. Кувшиново) – miasto położone w zachodniej Rosji na terenie obwodu twerskiego, centrum administracyjne Rejonu kuwszynowskiego, 133 km na zachód od Tweru.

## Położenie
Miasto położone jest nad rzeką Osugą przy linii kolejowej Lichosławl-Sobłago i przechodzi przez nie szosa Torżok-Ostaszków.

## Historia
Pierwotna osada Kamiennoje (ros. Каменное, Каменское) znajdowała się na brzegu rzeki Osugi i wymieniana była już w 1624. Na początku XIX wieku powstała tu fabryka papieru, należąca później do rodziny Kuwszynów. W 1910 obok Kamiennego założono osadę Kuwszynowo, nazwaną tak na cześć właścicieli fabryki. W 1938 te dwie miejscowości połączono w miasto Kamienka, a od 1965 Kuwszynowo.

## Zabytki
- modernistyczny dom J. M. Kuwszyna z 1916
- muzeum tradycji fabryki papieru z przełomu XIX/XX wieku